# Florida Everblades
Florida Everblades är ett amerikanskt professionellt ishockeylag som spelar i den nordamerikanska ishockeyligan ECHL sedan 1998 när laget bildades. De spelar sina hemmamatcher i sin egenägda inomhusarena Germain Arena i Estero, Florida. Everblades ägs av Gale Force Sports and Entertainment, som också äger ishockeyorganisationen Carolina Hurricanes i National Hockey League (NHL), där Everblades och Charlotte Checkers i American Hockey League (AHL) är den sekundära respektive primära farmarlaget till just Hurricanes. Laget har vunnit ECHL:s slutspel en gång när de bärgade Kelly Cup för säsongen 2011-2012.
De har haft spelare som Eric Boulton, Scott Darling, Matt Hendricks, Shane Hnidy, Anton Chudobin, Chad LaRose, Ryan O'Byrne och Mark Stuart som har spelat för dem och där alla tillhör eller tillhörde olika medlemsorganisationer i NHL. Spelare som Brad Brown och Brian Rafalski spelade för Everblades efter de hade slagit igenom i NHL.